# 마지막 중독
"마지막 중독"은 한국에서 제작된 이세일 감독의 2013년 멜로/로맨스, 드라마 영화이다.